# Віктор Зас
Віктор Зас (англ. Victor Zsasz), також відомий як містер Зсазс або просто Зсазс — суперлиходій, що з'являється в коміксах видавництва DC Comics. Персонаж вперше з'явився в коміксі «Бетмен: Тінь кажана № 1» (червень 1992). Він садомазохіст і психопат, серійний вбивця, який вирізає на собі відмітку для кожної своєї жертви. Постійний супротивник супергероя Бетмена, Жас належить до колективу ворогів, які складають галерею негідників Бетмена.
Персонаж був представлений у різних формах не коміксів. Зокрема, Денні Джейкобс озвучив Зсазса у франшизі відеоігор «Бетмен: Аркхем», а в реальному житті його зображували Ентоні Керріган у телевізійному серіалі «Ґотем», Алекс Морф у серіалі «Бетвумен», Тім Бут у фільмі «Бетмен: Початок» (2005) та Кріс Мессіна у фільмі Розширеного всесвіту DC «Хижі птахи» (2020).

## Історія публікацій
Вперше Зас з'явився в коміксі «Бетмен: Тінь кажана» №1 (червень 1992), як частина чотирисерійної історії «Бетмен: Останній Аркхем», написаної Аланом Грантом і намальованої Нормом Брейфоґлом. Як зазначено в передмові до книжки «Бетмен: Останній Аркхем», ім'я Заша походить від імені психіатра Томаса Заша; Грант побачив це ім'я під час відвідування бібліотеки .

## Біографія вигаданого персонажа

### Історія походження
«Перший поріз - найглибший: Таємне походження пана Заса» була частиною “Хронік Бетмена” #3 (грудень 1996). Історію походження розповів сам Зас. Стало відомо, що Віктор Зас був керівником власної міжнародної компанії і накопичив великі особисті статки на додаток до багатства своєї сім'ї. У віці 25 років його батьки загинули в аварії на човні, що призвело до глибокої депресії. Він почав грати в азартні ігри, програючи гроші на змаганнях по всьому світу. Однієї ночі він опинився в казино Готем-Сіті, відомому як «Айсберг Лаунж», де програв усе, що мав, і зрештою програв усе Пінгвіну; після цього він зрозумів, що його життя було порожнім, керованим бажаннями, і не мало сенсу в його існуванні. У той час, коли Зас намагався покінчити життя самогубством, стрибнувши з Готемського мосту, безхатченко намагався напасти на нього з ножем після того, як Зас відмовився дати йому грошей. Інстинктивно вихопивши ніж, Зас побачив в очах чоловіка, що все життя не має сенсу, і що ніщо і ніхто не має значення. Потім він зарізав чоловіка як «подарунок» за те, що той врятував йому життя. Відтоді він присвятив себе «звільненню» інших від безглуздого існування (Зас часто називає своїх жертв «зомбі»). Зазвичай він полює на молодих жінок, але не має жодних сумнівів щодо того, кого вбиває. Він перерізає своїм жертвам горло і залишає їх у живих позах, щоразу додаючи собі відмітку. Його визнали божевільним, і він регулярно перебуває в Аркхемській психлікарні завдяки Бетмену, час від часу вириваючись на волю, щоб продовжити свої вбивства.

### Подальші сюжетні лінії
Під час своєї дебютної появи в першій сюжетній арці «Бетмен: Тінь кажана», «Бетмен: Останній Аркхем», Зас підкуповує підрядника, щоб той вмонтував таємний хід з його камери під час реконструкції притулку під нового керівника, Джеремайю Аркхема, який успадкував притулок від свого дядька, Амадея Аркхема. Хоча вдень Заса тримають під вартою, коли ним опікується особисто Джеремайя Аркхем, на ніч його повертають до камери, звідки він залишає притулок через таємний хід, непомітно для нічних охоронців. Після того, як починають спливати вбивства, що відповідають його способу дій, Бетмен і комісар Джеймс Гордон симулюють божевілля Бетмена, щоб потрапити до божевільні і розслідувати справу Заса. Джеремайя Аркхем надзвичайно жорстоко ставиться до Бетмена, який нібито вбив офіцера поліції; в ході «лікування» Заш спотворив свідомість Джеремайї і перетворив його на простого поплічника. Завдяки цим постійним розмовам з Джеремі Аркхемом, Зас розуміє, що Бетмен - підставна особа, і згодом вбиває і підрядника, і ще одного в'язня Аркхема, який знає про витівку Заса. І Нічне Крило, і Бетмен наздоганяють Заса, коли той намагається втекти востаннє, і кидають його назад в Аркхем .
Пізніше Зас з'являється у 3 та 4 частинах «Листопаду лицаря». У третій частині «Листопаду лицаря» Жас бере в заручники учнів школи-інтернату для дівчат і тримає їх під загрозою ножа, поки не прибуває Бетмен, який ненадовго відлучається, щоб убити двох поліцейських, посланих заарештувати його.  Хоча ослаблений як фізично, так і психічно через те, що так довго намагався впіймати втеклих ув'язнених, Бетмен б'ється із Засом і намагається ігнорувати насмішки божевільного. Врешті-решт він зривається, коли Зас каже, що вони насправді одне ціле, і жорстоко б'є його.  У четвертій частині поява Заса є лише епізодичною: його виводить з інтернату поліція, а Харві Буллок особисто погрожує йому.
У сюжетній лінії «Нічийної землі» Зас на короткий час стає пацієнтом польового шпиталю Леслі Томпкінса, і навіть у непритомному стані, прив'язаний до нош, виявляється надзвичайно смертоносним, коли йому вдається нігтями перерізати одну з артерій польового санітара. Отямившись, він стикається з Томпкінсом, чиє милосердя контрастує з його цілковитою порожнечею; вона ненадовго дає йому паузу, але її відштовхує його зло.  Пізніше Зас з'являється в детективних коміксах #796, де він б'ється зі Стефані Браун в ролі Робін. Він намагається перерізати їй горло, але відволікається від її несподіваної жорстокості і відступає назад, де нападає і намагається вбити Бетмена. Однак Стефані врешті-решт перемагає його. Зас з'являється на короткий час у Нескінченній кризі #7. Він є частиною Таємного Товариства Суперлиходіїв і одним з багатьох їхніх членів, яких послали атакувати Метрополіс перед тим, як вони зазнали поразки.
Згодом Зас більше не з'являється в жодній з головних лиходійських ролей до випуску детективних коміксів №815, що вийшов у березні 2006 року, під назвою «Жертви». Перед щоквартальним психіатричним оглядом Зас вбиває своїх охоронців металевими палицями, прикріпленими до його шиї, і тікає, щоб вбити знову. Бетмен полює на Заса, але безуспішно, доки Зас не потрапляє на благодійний вечір (на якому був присутній Брюс Вейн) і не встромляє ножа в живіт улюбленому дворецькому Вейна, Альфреду Пенніворту. Вейн відвозить Альфреда до лікарні, рятуючи йому життя. Щоб заманити до себе Заса, Вейн влаштовує прес-конференцію, на якій оголошує, що Альфред досі живий. Вже зробивши для Альфреда шрам, Зас розуміє, що його рахунок на один менше (Заш зауважує: «Моя шкіра... повзає... кожен її сантиметр відчуває себе... неправильно»). У другій частині «Жертв» (Detective Comics #816), після бійки з Бетменом, Зас вирушає до лікарні, щоб прикінчити Альфреда. Бетмен застає його зненацька і збиває з ніг, тим самим рятуючи життя Альфреда і відправляючи Жаша назад в Аркхем. Впродовж усієї цієї появи Кліфф Чанг зображує Жаша з візуальними елементами, які зазвичай асоціюються з субкультурою скінхедів, включаючи робочі черевики, що нагадують Doc Martens, вузькі джинси, білу майку, підтяжки або «брекети» та коротко підстрижену зачіску. Крім того, образ Заса, створений Чангом, зовні фізично більш імпозантний, ніж худорлява, жилава статура, створена Брейфоглом і улюблена більшістю наступних художників. Жоден діалог у сюжетній лінії не вказує на те, що Зас - скінхед, і не пояснює його збільшену мускулатуру, і, ймовірно, ці візуальні елементи були рішенням художника.
Пізніше Зас знову з'являється в сюжетній арці «Підземелля Ґотема», де у випуску № 3 він з'являється у перевдягненому Бетмена в камері в'язниці Блекґейт і намагається вбити його ножем. Врешті-решт він порізав руку Бетмена, коли той прокидався, і сутичка закінчилася тим, що Зас втратив свідомість, а Бетмена відвезли до лікарні. Голий, відчайдушний і абсолютно божевільний Жас з'явився в першому випуску «Бетмен: Какофонія» (2008), написаному Кевіном Смітом, вбиваючи молоду пару і погрожуючи їхнім дітям, перш ніж Бетмен підкорив його собі. Його думки рухаються так швидко, що між словами немає пробілів. У цьому номері Бетмен каже, що з усіх злочинців, з якими він бореться, він найбільше ненавидить Заса.
У сюжетній лінії «Битва за капюшон» Заса вербує нова Чорна Маска до групи лиходіїв, які мають на меті захопити Ґотем. Ця домовленість пояснюється далі в безперервній сюжетній дузі серії «Вулиці Ґотема», де Чорна Маска наймає Жаша після того, як той врятував йому життя після сутички з колишнім співробітником Світлячком. Чорна Маска дарує Засу портфель, наповнений грошима, і радить йому нарешті здійснити свою мрію, добре знаючи, що будь-яка «мрія» Заса закінчиться масовим убивством. Спочатку злякавшись, як це зробити, він вирішує пристати на пропозицію Чорної Маски, переодягнувшись у костюми від Армані (майже як персонаж Вуді Гаррельсона у фільмі «Природжені вбивці») і придбавши склад як базу для своїх операцій. Під час розслідування справи про виявлення кількох дітей, убитих Шалтаєм-Болтаєм, Деміан Вейн потрапляє в «полон» до чоловіка, який підшукує дітей-втікачів, обіцяючи їм безкоштовну їжу та місце для ночівлі. Деміан дізнається, що цей чоловік є близьким соратником Віктора Заса і що Зас повільно будує фінансову імперію, використовуючи дітей-втікачів і викрадених сиріт у «боях на смерть», де люди роблять ставки на переможців. Дитина-переможець зустрічається з новим учасником, і так до тих пір, поки остання дитина, що залишилася, не битиметься із Засем сам на сам, обіцяючи свободу за перемогу (при цьому очевидно, що досі ніхто не виграв). Побачивши жахіття, які залишив по собі Заш, а також нестерпний спогад про мертві тіла вбитих ним дітей, Даміан запитує, чому Брюс і Дік дозволили залишити в живих таку людину, як Зас, незважаючи на їхній моральний кодекс, що забороняє вбивство. Даміану вдається підкорити Віктора і жорстоко напасти на нього з мечем, після чого він падає в гавань Готема. Не бажаючи порушувати переконання свого наставника і покійного батька, він обіцяє Діку, що удар не був смертельним, оскільки «не зачепив хребта Жаша», але вказує, що його шанси на виживання невеликі.
Пізніше Заса бачимо в ув'язненні в детективному коміксі #865, після затримання Чорної Маски (Джеремайя Аркхем), в притулку Аркхема. Хоча про поранення Жаша не згадується (і він не виглядає пораненим), його присутність в Аркхемі разом з Джеремайєю дозволяє припустити, що події цього випуску відбуваються після поранення, а це означає, що він пережив напад .